# Schabotyn
Schabotyn (ukrainisch Жаботин; russisch Жаботин Schabotin, polnisch Żabotyn) ist ein Dorf in der ukrainischen Oblast Tscherkassy mit etwa 1200 Einwohnern (2001).

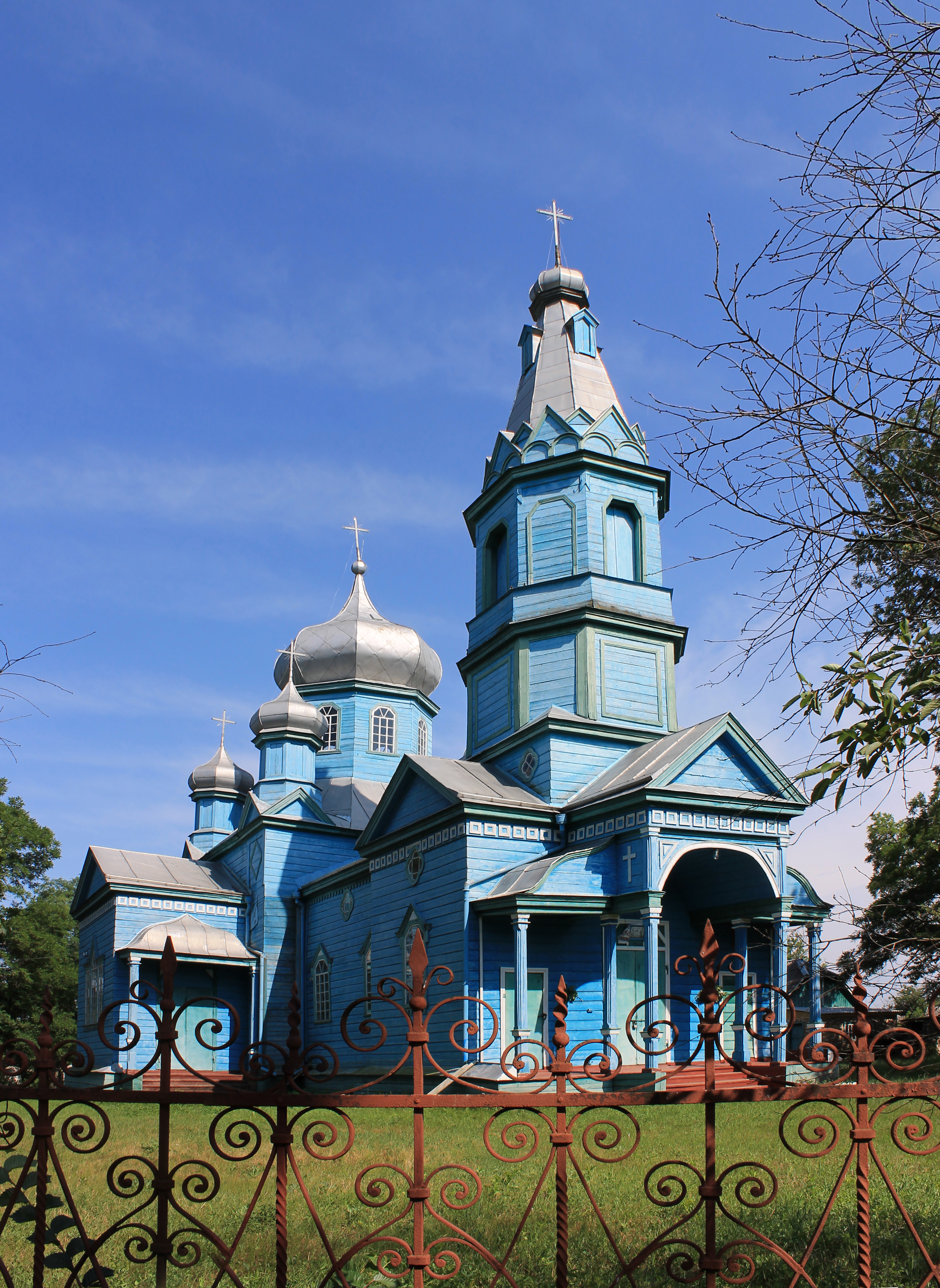
Kirche im Dorf

Das im späten 16.– frühen 17. Jahrhundert (eine weitere Quelle nennt das Ende des 17. Jahrhunderts) gegründete Dorf wurde 1643 erstmals schriftlich erwähnt.
Die Ortschaft liegt auf einer Höhe von 119 m am Ufer der Schabotynka (Жаботинка), einem 18 km langen, rechten Nebenfluss des Tjasmyn, 18 km nördlich vom ehemaligen Rajonzentrum Kamjanka und 42 km südlich vom Oblastzentrum Tscherkassy.
Am 12. Juni 2020 wurde das Dorf ein Teil der neugegründeten Landgemeinde Mychajliwka, bis dahin bildete es zusammen mit dem Dorf Fljarkiwka (Флярківка) sowie der Ansiedlung Sokyrne (Сокирне) die gleichnamige Landratsgemeinde Schabotyn (Жаботинська сільська рада/Schabotynska silska rada) im Norden des Rajons Kamjanka.
Am 17. Juli 2020 kam es im Zuge einer großen Rajonsreform zum Anschluss des Rajonsgebietes an den Rajon Tscherkassy.

## Söhne und Töchter der Ortschaft
- Fedir Schwez (1882–1940), ukrainischer Geologe, Hochschullehrer und Mitglied der ukrainischen Zentralna Rada und des Direktoriums der Ukrainischen Volksrepublik.